# Giovanni Battista Nolli

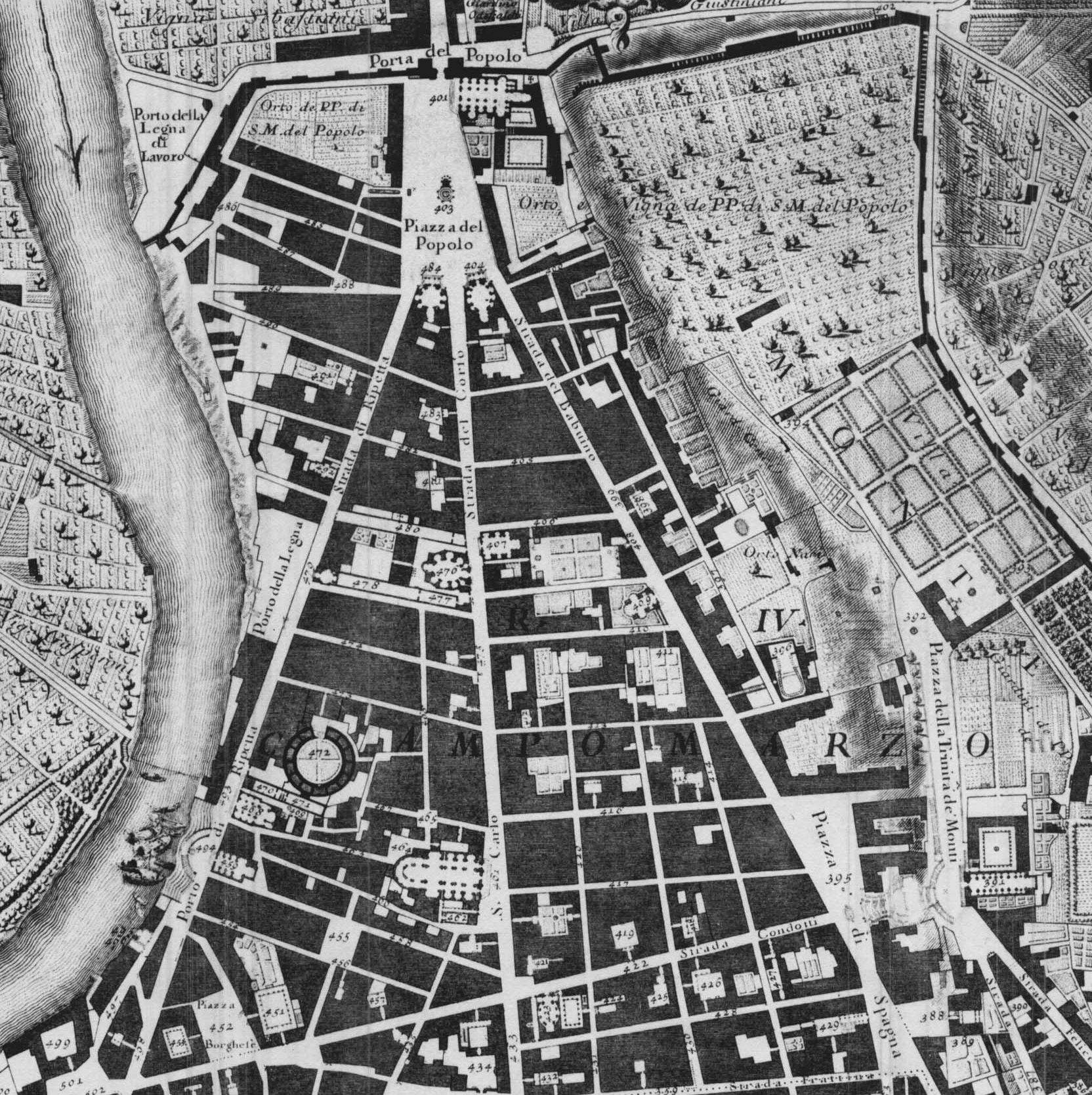
Detalj av Nuova Topografia di Roma.

Giovanni Battista Nolli, även Giambattista Nolli, född 9 april 1701 i Como, död 1 juli 1756 i Rom, var en italiensk arkitekt och ingenjör, främst känd som gravör och kartograf. Han publicerade 1748 kartverket Nuova Topografia di Roma, en med måtten 176 x 208 cm detaljerad karta över staden Rom.
Som arkitekt gjorde han bidrag till kyrkorna Santi Bonifacio e Alessio och Santa Dorotea.